# Kultura Basarabi
Kultura Basarabi – kultura archeologiczna wczesnej epoki żelaza (VIII do VII w. p.n.e.) rozwijająca się na terenach dorzecza dolnego Dunaju, północnej Bułgarii, południowego Siedmiogrodu i północnej Serbii

## Datowanie
Kultura Besarabi wykształciła się pierwotnie w Oltenii pod wpływem kultury Insula Banului w okresie Hallstatt B2, w okresie Hallstatt C osiągnęła pełny zasięg terytorialny, zaś w okresie D pod wpływem oddziaływań scytyjskich oraz południowotrackich uległa podziałowi na kilka grup lokalnych takich jak:
- Grupa Birsesti
- Grupa Friegile
- Gogosu-Gura Padinej
- Alexandria-Zimnicea

## Inwentarz
Jedynymi stanowiskami identyfikowanymi z tą kulturą są stanowiska osadnicze. Jedyne stanowiska cmentarne znajdowane na obszarach zajętych przez nosicieli tej kultury identyfikowane są jako ślady ludności napływowej. Ceramika kultury Besarabi ma kolor czarny i żółtobrunatny, dominuje ornament stempelkowy. Chronologicznie wyróżnia się trzy fazy tej ceramiki:
- I-od początku do połowy VIII wieku p.n.e.
- II-od II połowy VIII do pierwszej połowy VII w. p.n.e.
- III- w II połowie VII w. p.n.e.